# 2118 Флеґстафф
2118 Флеґстафф (2118 Flagstaff) — астероїд головного поясу, відкритий 5 серпня 1978 року.
Тіссеранів параметр щодо Юпітера — 3,399.